# Тилю Колев
Тилю Колев Колев е български военен деец, генерал-майор, участник в Сръбско-турска война (1876), Сръбско-българската война (1885), в Балканската (1912 – 1913) и Междусъюзническата война (1913), като командир на 42-ри пехотен полк и в Първата световна война (1915 – 1918), като командир на 1-ва бригада от 11-а пехотна македонска дивизия.

## Биография
Тилю (понякога Тильо) Колев е роден на 15 февруари 1859 г. в с. Голямо Асеново. Взема участие в Сръбско-турска война (1876) като доброволец в четата на Панайот Хитов. През 1883 г. завършва Военно на Негово Княжеско Височество училище в 4-ти випуск и на 30 август е произведен в чин подпоручик. Взема участие в Сръбско-българската война (1885), след което на 30 август 1886 г. е произведен в чин поручик, а на 2 август 1899 г. в чин майор.
През 1900 г. майор Колев служи като командир на дружина в 21–ви пехотен средногорски полк. През 1904 г. е произведен в чин подполковник. В началото на 1906 г. подполковник Колев, като помощник-командир поема временното командване на 29-и пехотен ямболски полк, на която длъжност е до 19 април 1907. В периода (1909 – 1910) командва 30-и пехотен шейновски полк, като през 1910 г. е произведен в чин полковник.
През Балканските войни (1912 – 1913) е командир на 42-ри пехотен полк, който е част от състава на 3-та бригада от 3-та пехотна балканска дивизия. След Междусъюзническата война излиза в запаса. По време на Първата световна война (1915 –1918) отново е мобилизиран и е назначен за командир на 1–ва пехотна бригада от 11–а пехотна македонска дивизия, с която воюва на южния фронт.
Генерал-майор Тилю Колев умира на 21 септември 1928 година.

## Военни звания
- Подпоручик (20 октомври 1883)
- Поручик (30 август 1886)
- Капитан
- Майор (2 август 1899)
- Подполковник (1904)
- Полковник (1910)
- Генерал-майор

## Награди
- Военен орден „За храброст“ IV степен 1 клас
- Царски орден „Св. Александър“ V степен с мечове
- Народен орден „За военна заслуга“ IV степен на военна лента
- Народен орден „За военна заслуга“ III степен с военно отличие
- Орден „За заслуга“ на обикновена лента